# Spalacomimus aberrans
Spalacomimus aberrans är en insektsart som först beskrevs av Schulthess Schindler 1898.  Spalacomimus aberrans ingår i släktet Spalacomimus och familjen vårtbitare. Inga underarter finns listade i Catalogue of Life.